# Robbins Reef Lighthouse
Robbins Reef Lighthouse ist ein Leuchtturm in der Upper New York Bay, im Hafen von New York, vor der Küste von New Jersey, in den Vereinigten Staaten.

## Standort
Der Leuchtturm steht auf einer kleinen künstlichen Insel, etwa 600 Meter vor der Küste von New Jersey, 1,5 Kilometer nördlich von Staten Island und etwa vier Kilometer südöstlich von Liberty Island. Er markiert das Riff Robbins Reef, vor der Einfahrt in den Kill Van Kull. Von der Staten Island Ferry ist der Leuchtturm gut zu sehen.

## Geschichte
Der erste Leuchtturm wurde an dieser Stelle im Jahr 1839 aus Stein errichtet, der heutige eiserne Turm wurde an selber Stelle im Jahr 1883 gebaut. In der Laterne befand sich eine hochmoderne Fresnel-Linse, das Licht wurde mit Kerosin erzeugt, das viel heller brannte und weniger rußte als das sonst eingesetzte Rapsöl oder Schweinefett. Durch die Nähe zum Federal Lighthouse Depot auf Staten Island wurde auf Robbins Reef Lighthouse erstmals mit dem neuen Brennstoff experimentiert. Die United States Coast Guard übernahm die Verantwortung für den Turm im Jahr 1939 vom Lighthouse Board. Automatisiert wurde der Turm im Jahr 1966. Im Jahr 2009 wurde der Leuchtturm nach dem National Historic Lighthouse Preservation Act zum Verkauf angeboten und im Jahr 2011 von der Noble Maritime Collection, einem marinen Museum auf Staten Island übernommen. Der Turm ist seit dem 19. Juli 2006 in das National Register of Historic Places eingetragen und ist weiterhin als Schifffahrtszeichen im Einsatz.  Weiterhin dient es der ozeanographischen und meteorologischen Beobachtung durch die National Oceanic and Atmospheric Administration.

## Aufbau
Das Fundament des Turms bildet ein gemauerter Granitsockel, auf dem der eigentliche eiserne, etwa 14 Meter hohe Turm steht. Der untere Teil besteht aus vier runden Segmenten, die zwei Stockwerke bilden. Im unteren Geschoss befindet sich die Küche sowie das Wohnzimmer, im ersten Stock befinden sich zwei Schlafzimmer. Oberhalb des eisernen Turms ist die Laterne angebracht. Der Turm war für eine Besatzung von vier Männern ausgelegt, wobei sich immer drei auf dem Turm und einer an Land aufhielten. Er war in den ersten Jahren braun und bekam später einen weißen Ring im oberen Teil. Die Laterne ist schwarz. Die Form des Turms erinnert an eine Zündkerze; bei Türmen dieser Bauart spricht man entsprechend von einem sparkplug lighthouse (engl. Zündkerzen-Leuchtturm). Leuchttürme dieser Bauart hatten ein standardisiertes Design und wurden vor allem an der nordöstlichen und zentralen Atlantikküste der USA aufgestellt. Sie wurden an Land vorbereitet und die Einzelteile wurden vor Ort, ähnlich wie ein Fertighaus, innerhalb weniger Tage zusammengesetzt.

## Galerie

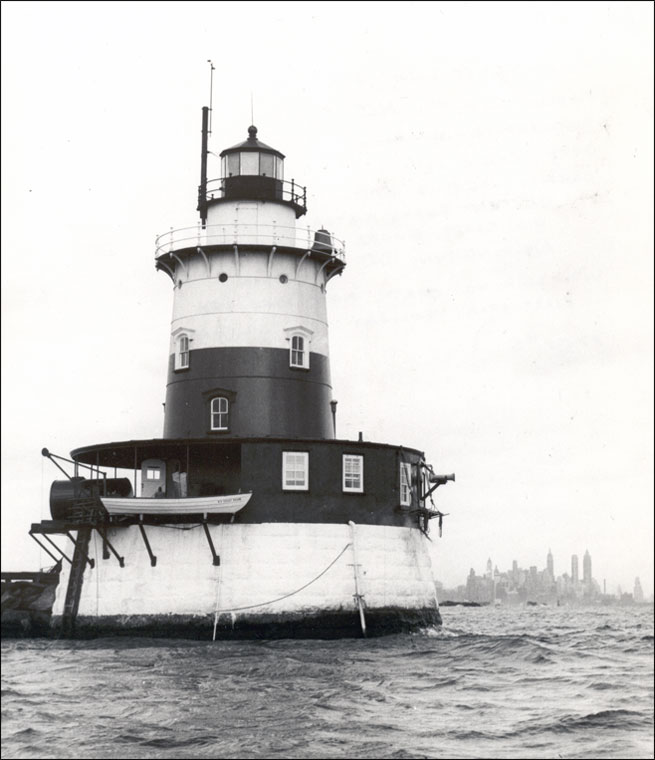
Der Leuchtturm im Jahr 1951 mit einem Stationsboot
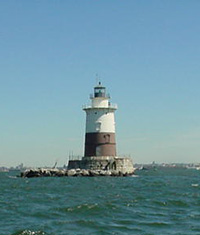
Robbins Reef Lighthouse im Jahr 2003

## Trivia
Früher war Robbins Reef eine der größten Austernbänke der Welt. Mit der Zunahme der Wasserverschmutzung, Ende des 19. Jahrhunderts verschwanden die Austern aus der Bucht.

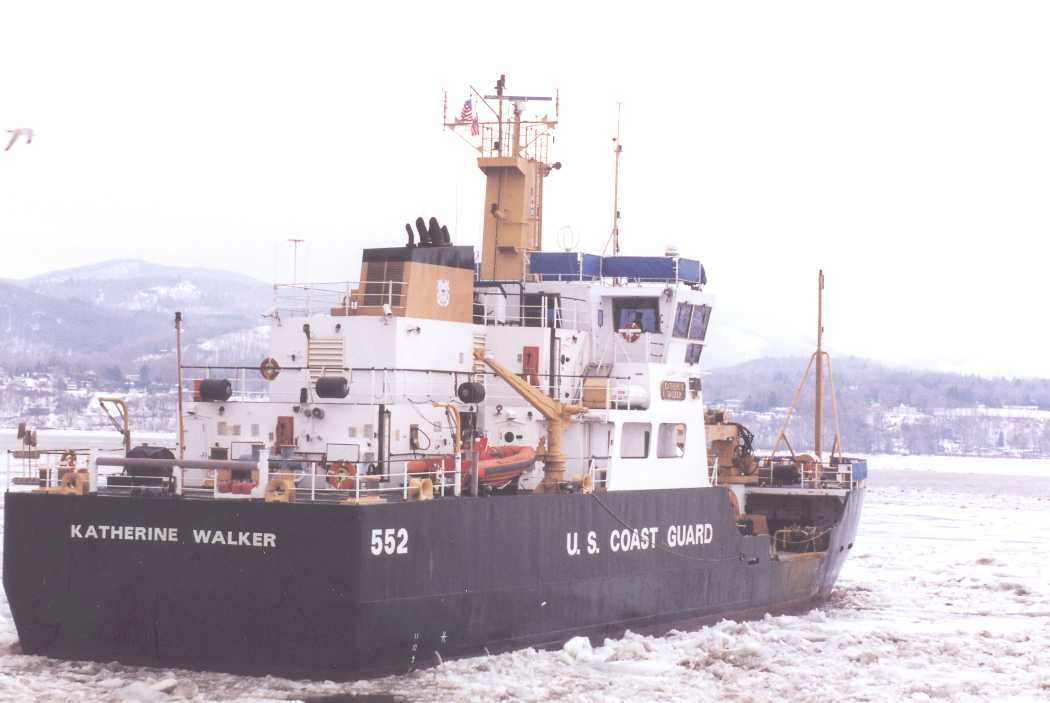
WLM 552 Katherine Walker, ein Tonnenleger der U.S. Coast Guard, benannt nach der Leuchtturmwärterin des Robbins Reef Lighthouse, Katherine Walker

Der Leuchtturm wird auch Kate’s Light genannt, in Erinnerung an Katherine Walker, die in den Jahren 1886 bis 1919 alleine als Leuchtturmwärterin den Turm unterhielt und dort mit ihren Kindern lebte, nachdem ihr Mann an Lungenentzündung gestorben war und ihr die Verantwortung für den Turm mit den Worten “Mind the light, Kate.” (engl. für ‚Kümmer dich um das Licht, Kate‘) übergab. Um ihren Kindern den Zugang zur Schule zu ermöglichen, brachte sie sie täglich mit einem Ruderboot nach Staten Island. Bei ihrem 33-jährigen Einsatz auf dem Turm hat sie etwa 50 Schiffbrüchige vor dem Tod bewahrt. Nach ihr wurde später der Tonnenleger WLM 552 Katherine Walker der United States Coast Guard benannt.